# ボリバル州
ボリバル州（ボリバルしゅう）は、ベネズエラを構成する23州の内の一つ。州都はシウダ・ボリバル。人口は186万5400人（2019年推定）。面積は23万8000km2。
カナイマ国立公園やエンジェルフォールへの観光客がいる。

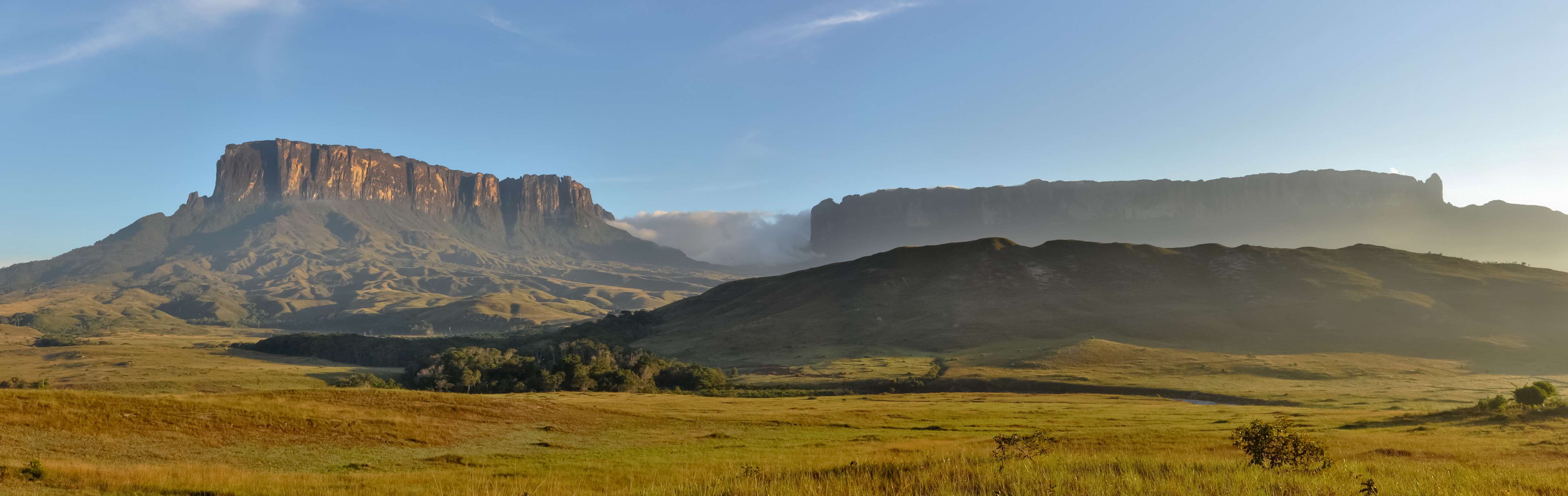
公園内のギアナ高地

## 隣接州
- グアリコ州
- アンソアテギ州
- モナガス州
- デルタアマクロ州
- バリマ＝ワイニ州
- クユニ＝マザルニ州
- ロライマ州
- アマソナス州
- アプレ州

## 基礎自治体
1. Angostura Municipality
2. Caroní Municipality
3. Cedeño Municipality
4. El Callao Municipality
5. Gran Sabana Municipality
6. シウダ・ボリバル
7. Padre Pedro Chien Municipality
8. Piar Municipality
9. Roscio Municipality
10. Sifontes Municipality
11. Sucre Municipality